# Marosörményes
Marosörményes (románul Ormeniș) település Romániában, Fehér megyében.

## Fekvése
Fehér megye északi részén található, Tordától délre, Nagyenyedtől északra.

## Története
Marosörményest 1291-ben említi először Ewrmenyes néven.
A települést a középkorban valószínűleg székelyek lakták, de idővel a székely lakosságot románok váltották fel.
A trianoni békeszerződésig Torda-Aranyos vármegye Felvinci járásához tartozott.

## Lakossága
1910-ben 395 lakosa volt, mind románok.
2002-ben 118 román lakta.